# Contipus babaulti
Contipus babaulti är en skalbaggsart som beskrevs av Desbordes 1914. Contipus babaulti ingår i släktet Contipus och familjen stumpbaggar. Inga underarter finns listade i Catalogue of Life.